# Echinopsis atacamensis
Az Echinopsis atacamensis a kaktuszfélék családjába tartozó faj, amely Chile, Argentína és Bolívia sziklás vidékein honos. E kaktuszfaj fáját építkezésekhez és bútorok készítéséhez is használják.

## Jellemzése

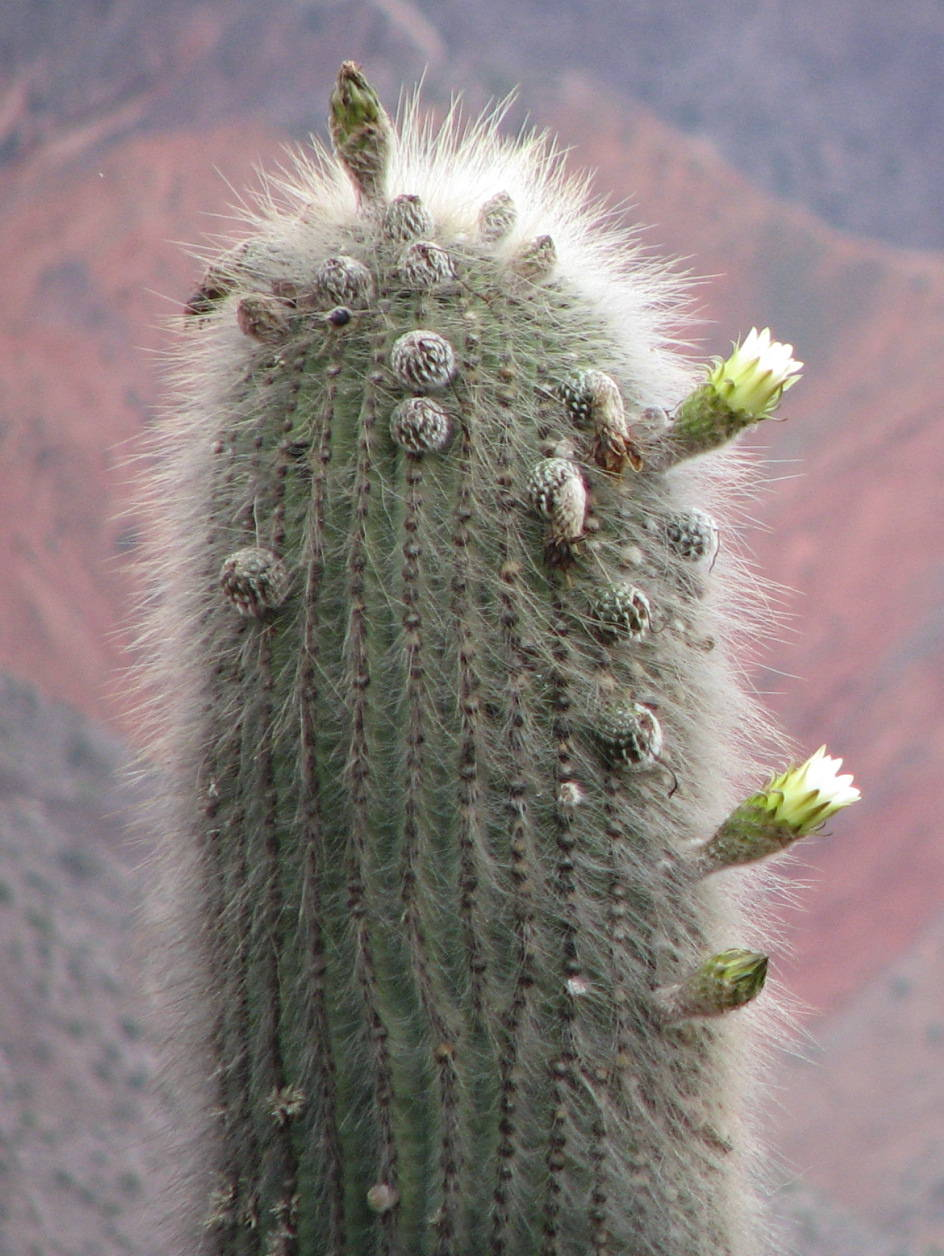
Egy virágzó egyed

Az Echinopsis atacamensis magas, oszlopos felépítésű kaktusz, amely gyakran oldalágakat is növeszt, amelyek fa kinézetűvé teszik a növényt. Akár 10 méter magasra is megnőhet, míg törzsének keresztmetszete elérheti a 70 cm-t is. Törzsén 20-30 bordázat található, melyeken az areolából nő ki 50-100 db sűrűn elhelyezkedő, gesztenyebarna színű tüskéi, melyek közül a leghosszabbak akár a 30 centimétert is elérhetik.Rózsaszín, illetve fehér színben pompázó virágai 10-14 centiméter hosszúak és a törzs oldalán nőnek. Sötétzöld, ehető gyümölcsei sűrű szőrzettel borítottak és nagyjából 5 centiméter hosszúak.

## Rendszertani besorolása
Az Echinopsis atacamensist először Rodolpho Philippi írta le, Cereus atacamensis néven 1860-ban. Előbb a Trichoreus nemzetségbe került, majd Helmo Friderich és Gordon Rowley munkássága nyomán 1974-ben az Echinopsis nemzetségbe sorolták át.
Két ismert alfaja van. A pasacana megnevezésű elsősorban Argentínában és Bolíviában él és gyakran elágazó törzset növeszt. Az atacamensis elnevezésű alfaja gyakorta egyszerű, oszlopos felépítésű törzset növeszt, elágazások nélkül és inkább Chilében lelhetőek fel egyedei.

## Fordítás
Ez a szócikk részben vagy egészben  az   Echinopsis atacamensis című angol Wikipédia-szócikk ezen változatának fordításán alapul.  Az eredeti cikk szerkesztőit annak laptörténete sorolja fel. Ez a jelzés csupán a megfogalmazás eredetét és a szerzői jogokat jelzi, nem szolgál a cikkben szereplő információk forrásmegjelöléseként.